# Mehmed Alagić
Mehmed Alagić (ur. 8 lipca 1947 w Fajtovci koło Sanskiego Mostu, zm. w marcu 2003) – generał w Armii Republiki Bośni i Hercegowiny.
Przed wojną w Bośni i Hercegowinie był oficerem w Jugosłowiańskiej Armii Ludowej. Po otrzymaniu dyplomu Akademii Wojskowej w 1970 roku w Banja Luce, stał się dowódcą tejże wyższej szkoły oficerskiej. W 1986 otrzymał polecenie dowodzenia 36. brygadą zmechanizowaną. W 1989 został dowódcą brygady w Zrenjaninie, która była częścią Korpusu Novosad.
W lutym 1991 roku w wyniku rozpadu Jugosławii zrezygnował ze służby w Jugosłowiańskiej Armii Ludowej. Następnie od 13 grudnia 1993 roku dowodził 17. Brygadą Krajiny, która wchodziła w skład 3. Korpusu. W 3. Korpusie był także dowódcą grupy operacyjnej „Bosanska Krajina”.
Na przełomie roku 1993/1994 został mianowany dowódcą 3. Korpusu.
Po zakończeniu wojny w Bośni został naczelnikiem (marzec 1996) regionu Sanski Most.